# Limoeiro de Anadia (ort)
Limoeiro de Anadia är en ort i Brasilien.   Den ligger i kommunen Limoeiro de Anadia och delstaten Alagoas, i den östra delen av landet, 1 400 km nordost om huvudstaden Brasília. Limoeiro de Anadia ligger 125 meter över havet och antalet invånare är 2 770.
Terrängen runt Limoeiro de Anadia är huvudsakligen platt. Limoeiro de Anadia ligger nere i en dal. Runt Limoeiro de Anadia är det ganska tätbefolkat, med 86 invånare per kvadratkilometer.. Närmaste större samhälle är Arapiraca, 17,4 km väster om Limoeiro de Anadia.
Omgivningarna runt Limoeiro de Anadia är huvudsakligen savann.